# Gabriel Moiceanu
Gabriel Moiceanu, né le 12 août 1934, à Câmpulung, district d'Arges, est un coureur cycliste roumain dont la carrière s'étend de 1952 à 1968. En France, il participe à plusieurs éditions du Grand Prix cycliste de L'Humanité qu'il remporte en 1962 et 1963.

## Biographie
Durant plus d'une décennie Gabriel Moiceanu représenta la Roumanie dans les grandes  compétitions internationales « amateurs » : Course de la Paix, Championnats du monde, Jeux olympiques.  En Roumanie, il courut de nombreuses fois le Tour de Roumanie mais ne l'emporta qu'une fois au classement final. Il y remporta toutefois un total de 13 victoires d'étapes au cours de toutes ses participations. La concurrence était rude avec ses compatriotes champions cyclistes, parmi lesquels il convient de citer le numéro 1 des années 1950-1960, Constantin Dumitrescu, qui s'illustra sur la Course de la Paix ( 2e en 1956, 4e en 1963) et Ion Cosma, 5e aux Jeux olympiques de Rome.
Pour sa part, Moiceanu remportait 3 étapes de la Course de la Paix, où il effectue la 2e meilleure performance de son pays.
Même si la lisibilité actuelle de l'audience de la course populaire qu'a été le Grand Prix cycliste de L'Humanité n'apparaît pas dans les statistiques et palmarès institutionnels du cyclisme, un succès dans cette compétition prenait bonne place parmi les références d'un coureur. L'enjeu se situait dans la hiérarchie à défendre au sein du cyclisme amateur des « Démocraties populaires », qui s'exportait peu encore dans les années 1960. Moiceanu est sociétaire au club cycliste local du Dinamo Bucarest.
Il participe au cours de sa carrière à de nombreuses courses internationales : Tour d'Égypte 1955 et 1958, Tour de Grande-Bretagne 1963, Tour de Tunisie 1964 (4e du classement général). Au Tour de Yougoslavie 1958, il remporte la 2e étape Maribor-Zagreb et est leader de la course les 5 jours suivants (10e au classement final). Il participe aux Jeux olympiques en 1960 et 1964. Champion de Roumanie à plusieurs reprises, il se distingue aussi au Tour de Roumanie où il gagne 13 étapes entre 1953 et 1967.
En 1969, âgé de 35 ans, il est sélectionné dans l'équipe roumaine pour le Tour de l'Avenir. Il ne termine pas la course.
Gabriel Moiceanu a été fait Maître émérite du sport roumain en 1973.

### À la Course de la Paix
Gabriel Moiceanu est sélectionné 10 fois, entre 1955 et 1968, dans l'équipe de Roumanie sur la Course de la Paix, la principale épreuve du cyclisme « amateur » de son époque. Il y remporte 3 étapes, en 1959, 1961 et 1964, et il est classé 8 fois : 
- 1955 : 54e ; 1956 :  21e ; 1958 : 47e ; 1959 : 55e ; 1962 : 6e ; 1964 : 12e ; 1965 : 56e ; 1967 : 11e.

## Palmarès
- 1955
  -  Champion de Roumanie[9]
- 1956
  - 2e du Tour de Roumanie
- 1957
  -  Champion de Roumanie[10]
- 1958
  - Tour de Roumanie
- 1959
  - 13e étape à Varsovie dans la Course de la Paix
  - 2e du Tour de Roumanie
- 1960
  -  Champion de Roumanie[11]
  - 6e des 100 km contre-la-montre en équipes aux Jeux olympiques de Rome avec l'équipe de Roumanie ( + Ion Cosma, Aurel Celaru, Ludovic Zanoni).
  - 2e du Grand Prix cycliste de L'Humanité[12]
- 1961
  - 3e étape (à Gdansk) de la Course de la Paix[13]
  - 2e du Tour de Roumanie
- 1962
  - Tour de Prague
  - 1re et 2e étapes du Grand Prix cycliste de L'Humanité
  - Grand Prix cycliste de L'Humanité
  - 6e de la Course de la Paix
  - 7e du Championnat du monde des 100 km contre-la-montre en équipes avec l'équipe de Roumanie (+ Ion Cosma, Constantin Dumitrescu, Aurel Celaru)
- 1963
  - Grand Prix cycliste de L'Humanité
- 1964
  - 3e étape à Wrocław de la Course de la Paix
  - 2e avec l'équipe de Roumanie du classement par équipes de la Course de la Paix[14]
- 1965
  -  Champion de Roumanie[15]
  - 2e du Tour de Roumanie
- 1966
  - 3e du Grand Prix cycliste de L'Humanité
- 1967
  - 6e du Grand Prix cycliste de L'Humanité
  - 10e du Championnat du monde des 100 km contre-la-montre en équipe avec la Roumanie
- 1968
  - 2e du Tour du Maroc